# Ranch dressing
Ranch dressing is een hartige, romige Amerikaanse saladedressing die meestal wordt gemaakt van karnemelk (soms: zure room of yoghurt), zout, knoflook, ui, zwarte peper en kruiden (meestal: bieslook, peterselie en dille), gemengd in een saus op basis van mayonaise of een andere olie-emulsie.

## Populariteit
Ranch dressing is de best verkochte saladedressing in de Verenigde Staten. Ranch dressing is eveneens populair als dipsaus voor chips en andere gerechten. Uit een onderzoek van de Association for Dressings and Sauces noemde 40% van de Amerikanen ranch dressing als hun favoriet. De saus wordt vooral veel geconsumeerd in het Midden-Westen van de Verenigde Staten. Ranch dressing is niet zo bekend en populair in Europa als in de Verenigde Staten, maar de smaak komt wel terug in sauzen die vaak American dressing worden genoemd.

## Eerste bereiding
Ranch dressing is bedacht en voor het eerst bereid in 1956 door de gepensioneerde loodgieter Steven Henson (1918-2007) die een gastenranch en steakhouse runde genaamd Hidden Valley Ranch in San Marcos Pass, nabij San Marcos, in Santa Barbara, Californië. Hij serveerde de dressing in het steakhouse en deze dressing werd populair onder zijn gasten. De saus heeft hij waarschijnlijk ontwikkeld tijdens zijn werkende jaren als loodgieter in Anchorage, Alaska. In 1957 begon Henson pakkettendressingmix in winkels te verkopen. In de beginjaren verkocht hij de droge ingrediënten in pakketten per post voor $ 0,75. Henson richtte samen met zijn vrouw Gayle het bedrijf Hidden Valley Ranch Food Products, Inc. op en openden een fabriek om ranch dressing in grotere hoeveelheden te produceren.

## Variaties
In het Zuidwesten van de Verenigde Staten is een variant van ranch dressing genaamd green chile ranch, gemaakt met groene chilipepers. Andere variaties worden gemaakt met avocado, geroosterde chilipepers, en truffels.